# Gabinet Millarda Fillmore’a
Gabinet Millarda Fillmore’a – został powołany i zaprzysiężony w 1850.

## Skład
| Departament/Funkcja | Zdjęcie | Imię i nazwisko                 | Kadencja  |
| ------------------- | ------- | ------------------------------- | --------- |
| Prezydent           |         | Millard Fillmore                | 1850-1853 |
| Wiceprezydent       |         | wakat                           | 1850-1853 |
| Sekretarz stanu     |         | Daniel Webster                  | 1850-1852 |
|                     |         | Edward Everett                  | 1852-1853 |
| Skarb               |         | Thomas Corwin                   | 1853-1853 |
| Wojna               |         | Charles Magill Conrad           | 1850-1853 |
| Sprawiedliwość      |         | John J. Crittenden              | 1850–1853 |
| Poczta              |         | Nathan K. Hall                  | 1850–1852 |
|                     |         | Samuel Dickinson Hubbard        | 1852-1853 |
| Marynarka wojenna   |         | William Alexander Graham        | 1850-1852 |
|                     |         | John P. Kennedy                 | 1852-1853 |
| Zasoby wewnętrzne   |         | Thomas McKean Thompson McKennan | 1850      |
|                     |         | Alexander Hugh Holmes Stuart    | 1850-1853 |